# الهيئة الزراعية المصرية
الهيئة الزراعية المصرية هي هيئة حكومية مصرية تتبع وزارة الزراعة واستصلاح الأراضي. تأسست عام 1898 تحت اسم الجمعية الزراعية الخديوية في عهد الخديوي عباس حلمي الثاني وذلك في إطار الاهتمام برفع مستوى الإنتاج الزراعي في مصر. تغير اسم الجمعية خلال العهد الملكي إلى الجمعية الزراعية الملكية ثم إلى الجمعية الزراعية المصرية في عام 1954 إبان ثورة 23 يوليو، وفي عام 1956 صدر قانون إنشاء الهيئة الزراعية المصرية لتحل محل الجمعية الزراعية المصرية وتتولى القيام بما يتصل بالأبحاث وتحسين الإنتاج الزراعي والحيواني وتربية النباتات وتحسين وإصلاح التربة وانتقاء وإنتاج التقاوي واستنباط السلالات وإقامة المزارع النموذجية وتربية الدواجن والحيوانات وتحسين سلالاتها وإنتاجها ومقاومة الآفات والعمل على نشر وإقامة الصناعات الزراعية وتنميتها وإقامة المعارض الزراعية.

## التشريعات المنظمة
- قانون رقم 76 لسنة 1954 بشأن إطلاق اسم الجمعية الزراعية المصرية على الجمعية الزراعية الملكية.[3]
- قانون رقم 367 لسنة 1956 بشأن إنشاء الهيئة الزراعية المصرية.[4]
  - ألغي بموجبه:
    - القانون رقم 76 لسنة 1954 وحلت الهيئة محل الجمعية الزراعية المصرية.

  - التعديلات:
    - قرار رئيس الجمهورية قم 176 لسنة 1957.[5]
    - قرار رئيس الجمهورية رقم 413 لسنة 1959.[6]
    - قرار رئيس الجمهورية رقم 269 لسنة 1960.[7]
- قرار رئيس الجمهورية رقم 1940 لسنة 1959 بشأن تشكيل مجلس إدارة الهيئة الزراعية المصرية.[8]
- قرار رئيس الجمهورية رقم 180 لسنة 1960 بشأن إدماج لجنة تحسين نتاج الخيل.[9]
- قرار رئيس الجمهورية رقم 1925 لسنة 1967 بشأن اعتبار الهيئة الزراعية المصرية هيئة عامة.[10]
- قرار رئيس الجمهورية رقم 1173 لسنة 1969 بشأن تشكيل مجلس إدارة الهيئة الزراعية المصرية.[11]

## رؤساء الهيئة
- محمود أمين المصيلحي سليم.[12]
- أيمن كمال المعداوي.[13]
- عزة طه عبد الغفار.[14]
- مسعد قطب حسانين.[15]
- مهاب عبد الرؤوف علي مرسي.[16]
- هشام أحمد كمال محمد فاضل.[17]
- عصام مطاوع.

### المنشآت التابعة
محطة الزهراء للخيول